# 준더역
준더역(중국어: 峻德站, 한자음: 준덕참)은 중화인민공화국 헤이룽장성 허강시 둥산구에 위치한 허강 철로(鹤岗铁路) 위의 기차역으로 1926년에 건설되어, 현재 하얼빈 철로국의 관할하에 있다.

## 역 인근
- 중탄 무단장 코크스화유한책임회사 허강지사(中煤牡丹江焦化有限责任公司鹤岗分公司)
- 중하이 석유화학탄화유한회사(中海石油华鹤煤化有限公司)

## 역사
- 1926년 건설.